# غوشو أوياما
غوشو أوياما (باليابانية: 青山 剛昌 Hokuei-chō) واسمه الحقيقي يوشيماسا أوياما (ولد 21 يونيو 1963 في بلدة هوكاي بمحافظة توتوري) هو رسام مانغا ياباني، ومؤلف مسلسل المحقق كونان، ألّف عدة مسلسلات ومانغا أولها كان في الثمانينات وهي ماجيك كايتو ومانغا يايبا. وهي من أكثر المانغا مبيعا عالميا.
منذ 30 عاماً، وتحديداً منذ عام1994 بدأ بكتابة المحقق كونان، ويعتبر حالياً من أطول المسلسلات في عالم الأنمي. حيث بلغ عدد الحلقات إلى ما يزيد عن 1,157 حلقة و12 أوفا خاصة و27 فيلماً. آخر تلك الأفلام كان بعنوان (المحقق كونان: لافتة المليون دولار). كذلك أنشأ فلمين آخرين المحقق كونان ضد لوبين الثالث الجزء الأول والجزء الثاني.
تزوج يوم 5 مايو 2005 من مينامي تاكاياما والتي قامت بتمثيل صوت المحقق كونان في النسخة الأصلية اليابانية، وهي مغنية قامت بأداء صوت المغنية في الحلقة التي تتحدث عن فرقة تومكس للأغاني وكانت هي بطلة الحلقة في الأنمي ومغنية في الحقيقة. وتطلقاً في 10 ديسمبر 2007 لكن ذلك لم يؤثر على علاقتهما المهنية.

## خلفيته التعليمية
كان أوياما موهوباً في الرسم منذ سنّ مبكرة. فازت لوحته «حرب اليوكياي» التي تسمّي بالإنجليزية "Yukiai War" في مسابقة أقيمت حينما كان في الصف الأول الابتدائي من المدرسة. ثم عرضت لوحته في متجر تتوري دايمورو "Tottori Daimaru Department Store" الذي يقع في اليابان.
تخرّج أوياما من مدرسة يوريكوي الثانوية "Yuraikuei High School". ثم درس بعدها الفنون في جامعة نيهون "Nihon University College" في طوكيو.
في شتاء عام 1986 ميلادياً، أوياما شارك في مسابقة للرسوم الهزلية نُظّمت للطلاب الجدد. فاز أوياما في هذه المسابقة مما ساعده على الانطلاق في مسيرته كفنان مانغا وكمؤلف، وكان هذا الحدث نقطة تحوّل في حياته.

## أهم أعماله

### قصص مانغا
- ماجيك كايتو (まじっく快斗, Majikku Kaito) (1987 -إلى الوقت الحاضر)
- يايبا (1988–1993)
- المحقق كونان (名探偵コナン, Meitantei Konan) (1994 -إلى الوقت الحاضر)

### تصاميم شخصيات
- همتارو
- فصل الباكوماتسو في لايف أ لايف

## روابط خارجية
- غوشو أوياما على موقع IMDb (الإنجليزية)
- غوشو أوياما على موقع قاعدة بيانات الفيلم (الإنجليزية)